# 布祖拉戰役
52°14′00″N 19°22′00″E / 52.233333°N 19.366667°E
布祖拉戰役（波蘭語：Bitwa nad Bzurą），德方則稱其作庫特諾戰役（德語：Schlacht bei Kutno）是第二次世界大戰波蘭戰役中的一場決定性會戰，於1939年9月9日至同月19日由德國與波蘭兩軍間進行。布祖拉戰役是波蘭戰役中規模最大的單一戰鬥，因發生於華沙以西的布祖拉河附近而命名，這同時也是波軍於波蘭戰役中唯一一次主要攻勢，雖於初期獲得進展，但隨後遭德軍反擊，最終包圍消滅。

## 背景

1939年9月1日時的德軍與波軍部隊佈署示意圖

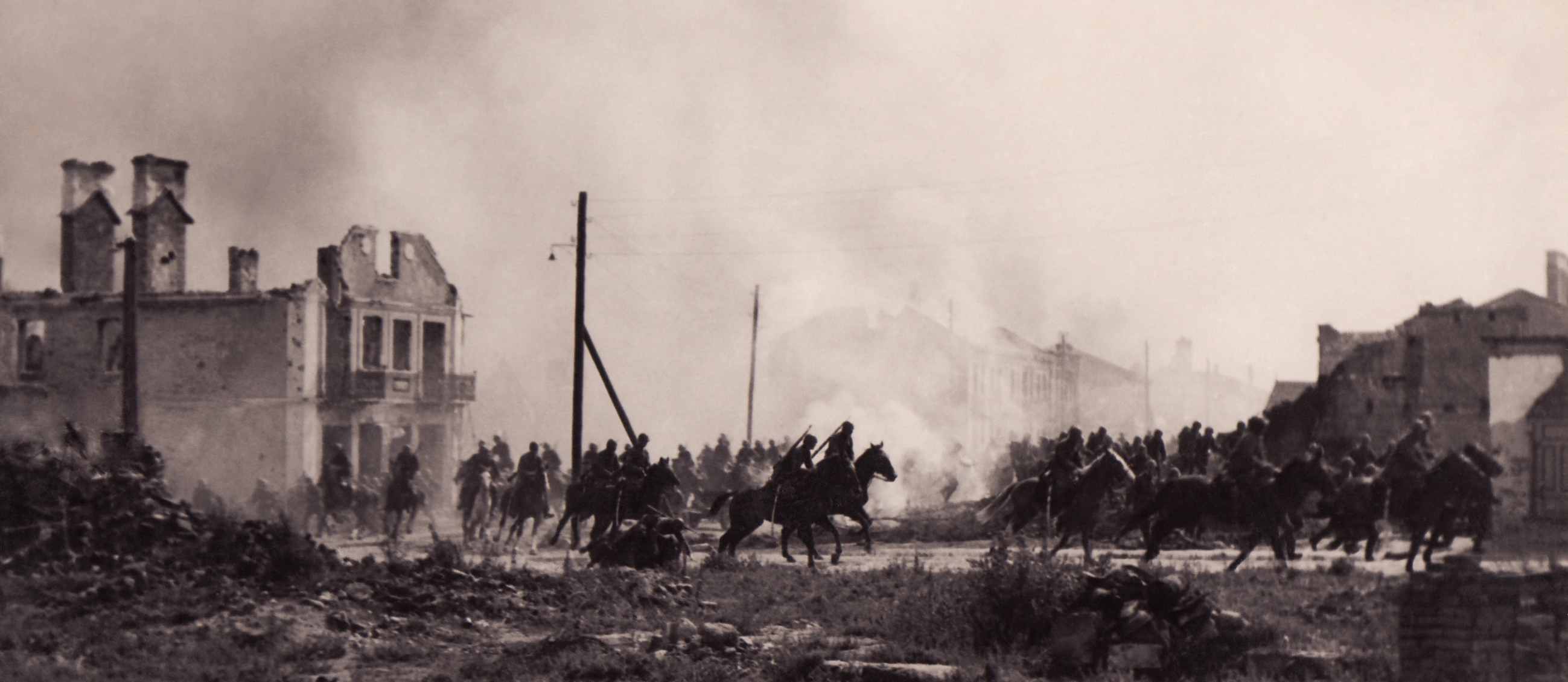
布祖拉戰役中，索哈切夫附近的波蘭騎兵

波軍原計畫對應德軍的入侵計畫——《西方計畫》是預定要將主力部隊配至並守住邊界。這項決定政治意義大於軍事意義，波蘭人擔憂德軍一旦佔領這些自《凡爾賽條約》中喪失的土地就結束這場戰爭，並會繼續保有這些領土。儘管保衛邊境的戰略十分危險，波軍仍將其部隊如此佈署，並指望英法聯軍將會發動攻勢來解救波蘭。因為如此在戰爭爆發後，處於波蘭走廊的瓦迪斯瓦夫·波瓦夫斯基的波莫查軍團發現自己身陷被德軍雙鉗包圍的險境，塔德烏斯·庫特雷茲巴指揮的波茲南軍團則逐漸被迫至西側，兩者皆被德軍自主要防禦帶擊退，並還混雜了其他的波蘭軍團單位。
戰爭爆發後的第一天，德軍的進攻即揭示了波軍邊境佈署上的愚蠢決定。波莫查軍團於突丘拉森林戰役被德軍擊敗，被迫撤退至東南方。同時，波茲南軍團儘管沒有受到德軍的強烈攻擊，仍然因為鄰近的部隊被德軍擊敗而被迫撤退至東方（北方的波莫查軍團和南方的洛次軍團），意味著波茲南軍團將身陷被德軍側翼包圍的危機中。9月4日，波茲南軍團前往以其命名的城市——波茲南，儘管該軍團目前還未在當地遭遇到任何大量的德軍，波軍直接放棄了該城給後者。到了9月6日，波莫查軍團和波茲南軍團聯繫了起來，並結合成了波蘭戰役中波軍最強大的一支作戰單位，而指揮上，波瓦夫斯基將聽從庫特雷茲巴的指揮。
9月7日，波軍意識到德軍正往文奇察推進著，倘若後者成功奪取該城將會切斷撤退中的波軍路線。9月8日，德軍攻勢先頭部隊已抵達華沙，並準備開始進行對波蘭首都的圍城行動。同時，德軍已失去和波茲南軍團的接觸，其指揮層相信該軍團目前正以鐵路輸送至協防華沙的路上，他們並未察覺到波茲南軍團事實上已和波莫查軍團相結合，它們也認為在突丘拉森林一役後，該軍團已失去了威脅力。9月8日，德軍確信它們已消滅了所有维斯瓦河以西的波蘭部隊，並準備要跨越該河去接戰其他波軍單位。
另一方面，庫特雷茲巴和他的參謀們早在戰前就已察覺到德軍將可能攻擊它們所處位置的鄰近軍團，因此制定了向南發動攻勢以解救洛次軍團的計畫。在波蘭戰役的頭一週，庫特雷茲巴計畫這麼做，但遭波軍總司令愛德華·雷茲-希米格維元帥所否定。到了9月8日，庫特雷茲巴失去了與雷茲間的聯繫，後者正將它的司令部由華沙遷至布里兹特-里托夫斯克。因為這些因素，庫特雷茲巴決定遂行其計畫。庫特雷茲巴的狀況十分險峻，德軍已接近將其部隊徹底包圍的狀態：德軍第8軍團已抵達了布祖拉河南側沿岸，第4軍團則於维斯瓦河以北、自弗沃茨瓦韋克（Włocławek）延伸至沃斯霍諾德（Wyszogród），第4軍團的一部分部隊也正從伊诺弗罗茨瓦夫攻擊波莫查軍團和波茲南軍團後方，同時於普沃茨克附近開始跨越维斯瓦河。

## 兩軍部隊
波軍部隊由波茲南軍團和波莫查軍團所組成。德軍則有南方集團軍下由約翰內斯·布拉斯科維茨指揮的第8軍團、瓦爾特·馮·賴歇瑙指揮的第10軍團、隸屬北方集團軍、由君特·馮·克魯格指揮的第4軍團的一部，另外還有第1與第4航空隊的空中支援。
| \| 軍團 \| 軍 \| 師或旅 \| 團 \| \| \| 第8軍團 布拉斯科維茨 \| 第10軍 乌莱克斯 \| 第24步兵師 奥尔布里希特 \| 第31步兵團 第32步兵團 第102步兵團 \| \| \| 第8軍團 布拉斯科維茨 \| 第10軍 乌莱克斯 \| 第30步兵師 布里森 \| 第6步兵團 第26步兵團 第46步兵團 \| \| \| 第8軍團 布拉斯科維茨 \| 第13軍 魏克斯 \| 第10步兵師 冯·科亨豪森 \| 第20步兵團 第41步兵團 第85步兵團 \| \| \| 第8軍團 布拉斯科維茨 \| 第13軍 魏克斯 \| 第17步兵師 洛克 \| 第21步兵團 第55步兵團 第95步兵團 \| \| \| 第8軍團 布拉斯科維茨 \| 第13軍 魏克斯 \| 親衛隊第1師 迪特里希 \| \| \| \| 第10軍團 賴歇瑙 \| 第11軍 李布 \| 第18步兵師 克兰兹 \| 第30步兵團 第51步兵團 第54步兵團 \| \| \| 第10軍團 賴歇瑙 \| 第11軍 李布 \| 第19步兵師 施万特斯 \| 第59步兵團 第73步兵團 第74步兵團 \| \| \| 第10軍團 賴歇瑙 \| 第16軍 霍普納 \| 第1裝甲師 施密特 \| 第1裝甲團 第2裝甲團 第1步兵團 \| \| \| 第10軍團 賴歇瑙 \| 第16軍 霍普納 \| 第4裝甲師 萊因哈特 \| 第35裝甲團 第36裝甲團 第12步兵團 \| \| \| 第10軍團 賴歇瑙 \| 第16軍 霍普納 \| 第14步兵師 魏尔 \| 第11步兵團 第53步兵團 第116步兵團 \| \| \| 第10軍團 賴歇瑙 \| 第16軍 霍普納 \| 第31步兵師 肯夫 \| 第12步兵團 第17步兵團 第82步兵團 \| \| \| 第10軍團 賴歇瑙 \| 第15軍 霍特 \| \| \| \| \| 第10軍團 賴歇瑙 \| 第2輕裝師 施圖姆 \| 25裝甲團 第6機動騎兵團 第7機動騎兵團 \| \| \| \| 第10軍團 賴歇瑙 \| 第3輕裝師 昆岑 \| 10裝甲團 第8機動騎兵團 第9機動騎兵團 \| \| \| \| 第4軍團 克魯格 \| 第2軍 勞斯 \| 第3步兵師 利切尔 \| 第8步兵團 第29步兵團 第50步兵團 \| \| \| 第4軍團 克魯格 \| 第2軍 勞斯 \| 第32步兵師 博梅 \| 第4步兵團 第94步兵團 第96步兵團 \| \| \| 第4軍團 克魯格 \| 第3軍 哈瑟 \| \| \| \| \| 第4軍團 克魯格 \| 第50步兵師 索舍 \| 第121步兵團 第122步兵團 第123步兵團 \| \| \| \| 第4軍團 克魯格 \| 內茲步兵旅 加布伦茨 \| \| \| \| \| 預備役 \| \| 第208步兵師 安德烈亞斯 \| 第309步兵團 第337步兵團 第338步兵團 \| \| \| 預備役 \| \| 第213步兵師 库比埃 \| 第318步兵團 第354步兵團 第406步兵團 \| \| \| 預備役 \| \| 第221步兵師 普夫鲁格贝尔 \| 第350步兵團 第360步兵團 第375步兵團 \| \| \| 空軍 戈林 \| 第1航空軍 凱塞林 \| \| \| \| \| 空軍 戈林 \| 第4航空軍 勒爾 \| \| \| \| |                     |                                      |                                     |  |
| 軍團 | 軍                  | 師或旅                               | 團                                  |  |
| 第8軍團 布拉斯科維茨 | 第10軍 乌莱克斯     | 第24步兵師 奥尔布里希特              | 第31步兵團 第32步兵團 第102步兵團   |  |
| 第8軍團 布拉斯科維茨 | 第10軍 乌莱克斯     | 第30步兵師 布里森                    | 第6步兵團 第26步兵團 第46步兵團     |  |
| 第8軍團 布拉斯科維茨 | 第13軍 魏克斯       | 第10步兵師 冯·科亨豪森               | 第20步兵團 第41步兵團 第85步兵團    |  |
| 第8軍團 布拉斯科維茨 | 第13軍 魏克斯       | 第17步兵師 洛克                      | 第21步兵團 第55步兵團 第95步兵團    |  |
| 第8軍團 布拉斯科維茨 | 第13軍 魏克斯       | 親衛隊第1師 迪特里希                 |                                     |  |
| 第10軍團 賴歇瑙 | 第11軍 李布         | 第18步兵師 克兰兹                    | 第30步兵團 第51步兵團 第54步兵團    |  |
| 第10軍團 賴歇瑙 | 第11軍 李布         | 第19步兵師 施万特斯                  | 第59步兵團 第73步兵團 第74步兵團    |  |
| 第10軍團 賴歇瑙 | 第16軍 霍普納       | 第1裝甲師 施密特                     | 第1裝甲團 第2裝甲團 第1步兵團       |  |
| 第10軍團 賴歇瑙 | 第16軍 霍普納       | 第4裝甲師 萊因哈特                   | 第35裝甲團 第36裝甲團 第12步兵團    |  |
| 第10軍團 賴歇瑙 | 第16軍 霍普納       | 第14步兵師 魏尔                      | 第11步兵團 第53步兵團 第116步兵團   |  |
| 第10軍團 賴歇瑙 | 第16軍 霍普納       | 第31步兵師 肯夫                      | 第12步兵團 第17步兵團 第82步兵團    |  |
| 第10軍團 賴歇瑙 | 第15軍 霍特         |                                      |                                     |  |
| 第10軍團 賴歇瑙 | 第2輕裝師 施圖姆    | 25裝甲團 第6機動騎兵團 第7機動騎兵團 |                                     |  |
| 第10軍團 賴歇瑙 | 第3輕裝師 昆岑      | 10裝甲團 第8機動騎兵團 第9機動騎兵團 |                                     |  |
| 第4軍團 克魯格 | 第2軍 勞斯          | 第3步兵師 利切尔                     | 第8步兵團 第29步兵團 第50步兵團     |  |
| 第4軍團 克魯格 | 第2軍 勞斯          | 第32步兵師 博梅                      | 第4步兵團 第94步兵團 第96步兵團     |  |
| 第4軍團 克魯格 | 第3軍 哈瑟          |                                      |                                     |  |
| 第4軍團 克魯格 | 第50步兵師 索舍     | 第121步兵團 第122步兵團 第123步兵團  |                                     |  |
| 第4軍團 克魯格 | 內茲步兵旅 加布伦茨 |                                      |                                     |  |
| 預備役 |                     | 第208步兵師 安德烈亞斯               | 第309步兵團 第337步兵團 第338步兵團 |  |
| 預備役 |                     | 第213步兵師 库比埃                   | 第318步兵團 第354步兵團 第406步兵團 |  |
| 預備役 |                     | 第221步兵師 普夫鲁格贝尔             | 第350步兵團 第360步兵團 第375步兵團 |  |
| 空軍 戈林 | 第1航空軍 凱塞林    |                                      |                                     |  |
| 空軍 戈林 | 第4航空軍 勒爾      |                                      |                                     |  |

## 戰鬥
本次戰役可分作三個階段：
- 第一階段： — 波軍發動對斯特里科夫（Stryków）的攻勢，並瞄準攻擊德軍第10軍團的側翼（9月9日至12日）[1]
- 第二階段： — 波軍發動對沃維奇（Łowicz）的攻勢（9月13日至15日）[1]
- 第三階段： — 德軍反擊，並最終擊敗了波軍，後者僅有少量的殘部得以撤至華沙和莫德林（9月16日至19日）[1]

9月9日晚，波軍波茲南軍團自布祖拉河南部發動逆襲攻勢，目標為德軍第8軍團正於文奇察和沃維奇之間、朝斯特里科夫推進的部隊。波茲南軍團指揮官庫特雷茲巴注意到，德軍在第8軍團北翼只有一個第30步兵師，掩護它們進攻華沙時長達30公里的決定性側翼防線、十分脆弱。波軍攻勢目標交由愛德穆特·科諾羅-科納基（Edmund Knoll-Kownacki）指揮的「科諾羅-科納基」作戰軍團執行（由波軍第14、17、25和第26步兵師所組成）。攻勢右翼的雷伊西斯（Łęczyce）則交給史丹尼斯勞·格魯茲莫特-斯科尼斯基（Stanisław Grzmot-Skotnicki）指揮的「波多斯卡騎兵旅」，而在攻勢左翼的沃維奇則由「大波蘭騎兵旅」則由羅曼·亞伯拉罕（Roman Abraham）指揮。這些單位的攻擊令德軍第24和30步兵師造成龐大的損失，包括在最初的推進過程裡，有1,500名德軍士兵陣亡與受傷和3,000人被俘。波蘭騎兵旅部隊也針對德軍的側翼進行打擊和擾亂其後方，還成功運用了TKS與TK-3這類迷你戰車。
德軍被迫退回其原位置以南約20公里處，波軍因而收復了幾個城鎮，包括文奇察、皮亞泰克（Piątek）和戈拉·史威特傑·馬果薩提（Góra Świętej Małgorzaty）村 。9月12日，波軍第17步兵師於馬拉什維茲（Małachowicze）遭遇了德軍第17步兵師，隔日，波軍繼續其攻勢，一到攻到莫爾納（Modlna）、普魯維尼（Pludwiny）、歐賽（Osse）和格羅諾（Głowno）。
最初德軍雖然犯了低估波軍攻勢威脅的錯誤，但很快地於11日將主攻的第10軍團、第4軍團和南方集團軍的預備隊以及第4航空隊的飛機用來對付布祖拉一帶的波軍。先頭兵力為德軍第1、第4裝甲師和第一阿道夫·希特勒警衛旗隊裝甲師。德軍的空中優勢也顯而易見，波軍在白天的運動明顯受到了阻礙。隔日，波軍抵達了史特力考-奧索考（Stryków-Ozorków）。同日，庫特雷茲巴已獲知洛次軍團的部隊已經撤回了莫德林要塞。因此，庫特雷茲巴決定停止其攻勢，並開始自索哈切夫與坎皮諾思森林往華沙方面突進，至此，布祖拉戰事的第一階段告終。
9月14日早，瓦迪斯瓦夫·波瓦夫斯基的部隊開始了第二階段的戰鬥，波軍第26、16步兵師跨越了沃維奇附近的布祖拉河，第4步兵師抵達了連結沃維奇與格羅諾間的道路。同一時間，波瓦夫斯基獲知德軍第4裝甲師正自華沙郊區的陣地中撤出，由於畏懼裝甲師直接威脅到其部隊，波瓦夫斯基下令第26步兵師撤退。
9月15日至16日，波莫查軍團奪取了布祖拉河北岸的關鍵陣地。格魯茲莫特-斯科尼斯基的部隊駐於庫特諾和席克林（Żychlin）之間，米海爾·卡拉斯維辛-托卡什維斯基（Michał Karaszewicz-Tokarzewski）的單位則於玍賓（Gąbin）附近，而波茲南軍團的一部則於布祖拉河索哈切夫附近，已準備開始撤至華沙。為包圍和摧毀波軍，德軍集結了他們第10軍團的大部份兵力，包括兩個裝甲師、一個摩托化師、三個輕裝師，和約800輛戰車。9月16日，德軍對所有波軍的陣地發動攻擊，還加上了德國空軍的支援。9月15日，波軍被迫撤出布祖拉河一帶的城鎮—索哈切夫，並陷入了受布祖拉河、維斯瓦河和德軍的三面包圍。德軍第1裝甲師跨越了索哈切夫和布羅洽夫（Brochów）之間的布祖拉河，與波軍第25步兵師接戰，並重奪了盧斯基（Ruszki），但其攻勢遂而中止。波軍開始橫越布祖拉河和維斯瓦河之間、索哈切夫以北的地區以撤至華沙。波軍被迫放棄它們的重型裝備準備渡河。9月17日，德軍重砲兵轟擊布羅洽夫北部路口，並發動了最大規模的空中行動，德國空軍嘗試轟炸和癱瘓地面的波軍。
9月17日晚，波茲南軍團主力開始攻擊德軍以突破其在維特考斯（Witkowice）和索哈切夫間的包圍。第15步兵師與波多斯卡騎兵旅於維特考斯再次渡過布祖拉河。布羅洽夫，第25與第17步兵師跨越了布祖拉河。第14步兵師被集中於拉西斯卡（Łaziska）。同時，波末查軍團則前往歐斯莫林（Osmolin）、基羅西亞（Kierozia）和奧西艾克（Osiek）。
一早，德軍開始了他們沿著布祖拉河兩岸的推進，並有著300架飛機與重砲兵的支援。德軍榴弹炮自他們位於維斯瓦河右岸的高處陣地發射，有著明顯的優勢，一整天都對波軍陣地猛烈射擊。經過兩天的激烈戰鬥，由於缺乏糧食與彈藥，波軍進一步的突圍行動已不可能達成。

## 結果
「（我的士兵們打了）一場有史以來最大、最具破壞性的戰鬥」——約翰內斯·布拉斯科維茨，9月20日的命令。
只有少量的波軍士兵突破了德軍的包圍。成功撤退至華沙和莫德林的波軍部隊大多於9月19和20日藉由坎皮諾思森林的屏障和與該區德軍的激戰所逃離的，包括庫特雷茲巴、科諾羅-科納基和卡拉斯維辛-托卡什維斯基和亞伯拉罕將軍的兩個騎兵旅（大波蘭和波多斯卡騎兵旅）、第15和第25步兵師。剩餘的第4，14、17、26和27步兵師並未度過該河，包括波瓦夫斯基將軍在內，皆於9月18至22日間投降。波軍傷亡估計約20,000人陣亡，包括三位將軍：伏蘭西賽克·瓦拉德（Franciszek Wład）、格魯茲莫特-斯科尼斯基和米可拉傑·波特土克（Mikołaj Bołtuć）。德軍傷亡則估計為8,000人陣亡。
經歷此戰後的德軍部隊很快地向華沙與莫德林兩處進發，並將兩者皆包圍。即使布祖拉戰役以波軍的敗戰坐收，它對其仍有重要的戰略意義，波軍在行動初期的局部勝利迫使正華沙迫近的德軍被迫調轉其單位應付。這使得波軍爭取到時間能強固華沙，以進行未來的長久作戰，儘管它最後仍落於德軍手中。
這場戰役也顯露出作戰中主動權與制空權的重要性以及證明了機動的騎兵部隊仍是有用的。

## 資料來源
1. 1 2 3 4 5 6 7 8 9 10 11 12 13 14 15 16 17  Cisowski, Zalewski, Bitwa..., p.14
2. 1 2 3 4 5 6 7  . Historia Polski.   [2008-08-24]. （原始内容存档于2007-12-31）.
3. ↑  The Second World War: An Illustrated History , Putnam, 1975, ISBN 0399114122, Google Print snippet (p.38) （页面存档备份，存于）
4. ↑  Seidner, Stanley S. Marshal Edward Śmigły-Rydz Rydz...., 34-128.
5. 1 2 3 4 5 6 7 8  Cisowski, Zalewski, Bitwa..., p.5
6. 1 2 3 4  Cisowski, Zalewski, Bitwa..., p.6
7. 1 2 3 4 5 6  Cisowski, Zalewski, Bitwa..., p.8
8. 1 2 3 4 5 6 7 8 9 10 11  Cisowski, Zalewski, Bitwa..., p.11
9. ↑  Seidner, Stanley S. Marshal Edward Śmigły-Rydz Rydz...., 120-22.
10. ↑  Seidner, Stanley S. Marshal Edward Śmigły-Rydz Rydz...., 124.
11. ↑  Elble Rolf, 1975, Die Schlacht an der Bzura im September 1939 aus deutscher und polnischer Sicht
12. ↑  Seidner, Stanley S. Marshal Edward Śmigły-Rydz Rydz...., 124-125.
13. 1 2 3  Cisowski, Zalewski, Bitwa..., p.9
14. 1 2 3 4 5 6 7  Cisowski, Zalewski, Bitwa..., p.10
15. ↑  Seidner, Stanley S. Marshal Edward Śmigły-Rydz Rydz...., 127.
16. ↑  Seidner, Stanley S. Marshal Edward Śmigły-Rydz Rydz....
17. ↑  Cisowski, Zalewski, Bitwa..., pp.12–13
18. ↑  Seidner, Stanley S. Marshal Edward Śmigły-Rydz Rydz...., 128.
19. ↑  Seidner, Stanley S. Marshal Edward Śmigły-Rydz Rydz...., 128-129.